# Antojo Otero
Antojo Otero est un acteur français né le 17 mai 1984 à Rennes.

## Biographie

### Famille
Antojo Otero est né le 17 mai 1984 à Rennes. Il est parfois nommé « AntojO », « AntojO Otero » ou encore « AntojO O ».
Il est le petit-fils du poète espagnol Antonio Otero Seco et le frère d'Isabel Otero et de Mariana Otero.
- Antonio Otero Seco (1905-1970), écrivain, poète, journaliste et critique littéraire espagnol. Il épouse María Victorina San José ; de ce mariage naissent trois enfants.
  - Mariano Otero (1942), peintre espagnol. Il épouse Marie-Alice Villeneuve, dont naissent deux filles : Olga et Maruja.
  - Isabel Otero (1944), professeur d´espagnol. Elle épouse le poète et essayiste français  Yves Cossic; de ce mariage naissent deux enfants: Yves-Marie Germinal (1966)  et Adrián Francisco Antonio (1968).
  - Antonio Otero. Il épouse Clotilde Vautier (1939-1968), artiste-peintre ; de ce mariage naissent deux filles.
    - Isabel Otero (1962), actrice française. De sa relation avec Hippolyte Girardot nait une fille.
      - Ana Girardot (1988), actrice.

    - Mariana Otero (1963), réalisatrice.
    - Antojo Otero (1984), acteur.

### Formation
Après avoir rêvé petit de devenir clown, Antojo Otero commence des cours de théâtre à l'âge de sept ans puis entre en 2000 au conservatoire de Rennes puis en 2003 au conservatoire du 5e arrondissement de Paris. En 2005, il est admis à l'Institut national supérieur des arts du spectacle et des techniques de diffusion (Insas) à Bruxelles, dont il sort diplômé avec grande distinction en 2009.

## Filmographie

### Cinéma
- 2019 : Bula de Boris Baum : l'Instituteur
- 2016 : À bras ouverts de Philippe de Chauveron
- 2015 : Un petit boulot de Pascal Chaumeil : le pilote
- 2014 : Tokyo Anyway de Camille Meynard : Armel
- 2011 : Pour en finir avec l'école de Yohann Stehr : Pédachiotte
- 2010 : De force de Frank Henry : le maton à la fouille
- 2009 : Somewhere between here and now d'Olivier Boonjing : le mec à la valise

### Télévision
- 2018 : Au service de la France, épisode Tétanos et fièvre jaune d'Alexis Charrier (série tv) : Ernesto
- 2017 : Peur sur la base de Laurence Katrian (téléfilm) : Hervé Lebel
- 2016 : Alex Hugo, épisode Les Amants du Levant d'Olivier Langlois (série tv) : Léo Lefort
- 2010-2012 : Le Kot, 2 saisons de Jean-Baptiste Delannoy (série tv) : Marco
- 2010 : Méfiez-vous des idées reçues de Jean-Baptiste Delannoy

## Théâtre
- 2016-2017 : 🎼Queer Faith🎶 and TheMany ✨, projet personnel : Faith.
- 2015 : No Re-Père, mise en scène par le Théâtre des Travaux et des Jours : Le jeune, un éducateur.
- 2014 : Show Me How You Burlesque : Stage Kitten
- 2013 : L'Écume des jours de Boris Vian, mise en scène d'Emmanuel De Konninck : l'Andouillon, le Sous-Directeur, le Chuiche, Docteur Mangemanche, le Chat
- 2012 : Les Trois Sœurs d'Anton Tchekhov, mise en scène de Michel Dezoteux : Anfissa
- 2012 : Les Misérables de Victor Hugo, adaptation et mise en scène de Thierry Debroux : Robert le contremaitre, un bagnard, Marius Pontmercy
- 2011 : Extases et Vanités de madame M, performance créée par Benoit Focant Salerno : l'Avarice
- 2011 : Disney on You, performance musicale et circassienne, mise en scène de Fabien Franchitti
- 2011 : Illusion de Claire Gatineau : le jeune homme
- 2010 : Elektra, opéra de Richard Strauss, mise en scène de Guy Joosten : un boy d'Agïst
- 2010 : Monstre, de et mis en scène par Benoit Focan Salerno : Angel Melendez